# Lista primarilor din Hunedoara
Aceasta este lista primarilor din Hunedoara:
- George Dănilă (1870-1912) [1]